# Европско првенство у атлетици на отвореном 1946 — штафета 4 x 400 метара за мушкарце
Трка штафета 4 х 400 м у мушкој конкуренцији на 3. Европском првенству у атлетици 1946. одржана је 25. августа  на стадиону Бислет у Ослу.
Титулу освојену на 2. Европском првенству 1938. у Паризу није бранила штафета Немачке

## Земље учеснице
Учествовало је 6 штафета из исто толико земаља, са укупно 24. учесника.
1. Данска (4)
2. Уједињено Краљевство (4)
3. Француска (4)
4. Чехословачка (4)
5. Швајцарска (4)
6. Шведска (4)

## Рекорди
| Рекорди пре почетка Европског првенства 1946. | Рекорди пре почетка Европског првенства 1946.                                         | Рекорди пре почетка Европског првенства 1946. | Рекорди пре почетка Европског првенства 1946. | Рекорди пре почетка Европског првенства 1946. | Рекорди пре почетка Европског првенства 1946. |
| --------------------------------------------- | ------------------------------------------------------------------------------------- | --------------------------------------------- | --------------------------------------------- | --------------------------------------------- | --------------------------------------------- |
| Светски рекорд                                | САД · Ivan Fuqua, Едгар Аблович, Карл Ворнер, Бил Кар                                 | 3:09,2                                        | Лос Анђелес САД                               | 9. август 1936.                               |                                               |
| Европски рекорд                               | Уједињено Краљевство · Фредерик Волф, Годфри Ремплинг, Вилијам Робертс,, Годфри Браун | 3:09,0                                        | Берлин Немачка                                | 9. август 1936.                               |                                               |
| Рекорди европских првенстава                  | Немачка · Hermann Blazejezak, Манфред Бис, Ерих Линхоф, Рудолф Харбиг                 | 3:13,7                                        | Париз Француска                               | 5. септембар 1938.                            |                                               |

## Освајачи медаља
|                                                             |                                                                     |                                                                |
| Француска Бернар Сантона Ив Крос Робер Шеф д’Отел Жак Лунис | Уједињено Краљевство Ronald Ede Дерек Пуг бернард Елиот Бил Робертс | Шведска Фолке Аленвик Стиг Лангорд Свен-Ерик Нолинге Торе Стеј |

## Резултати

### Финале
| Место | Атлетичари           | Земља                                                               | Резултат | Бел. |
| ----- | -------------------- | ------------------------------------------------------------------- | -------- | ---- |
|       | Француска            | Бернар Сантона Ив Крос Робер Шеф д’Отел Жак Лунис                   | 3:14,4   |      |
|       | Уједињено Краљевство | Ronald Ede Дерек Пуг Бернард Елиот Бил Робертс                      | 3:14,5   |      |
|       | Шведска              | Фолке Аленвик Стиг Лангорд Свен-Ерик Нолинге Торе Стеј              | 3:15,0   |      |
| 4.    | Данска               | Херлуф Кристјансен Кнуд Гренфорт Гунар Бергстен Нилс Холст-Серенсен | 3:15,4   |      |
| 5.    | Швајцарска           | Вернер Ригел Вернер Кристијан Карл Волкнер Оскар Хардмајер          | 3:20,8   |      |
| 6.    | Чехословачка         | Властимил Холачек Томас Сале Јиржи Давид Леополд Лазничка           | 3:33.6   |      |

## Укупни биланс медаља у штафетној трци 4 х 400 метара за мушкарце после 2. Европског првенства 1934—1936.
|    | Земља                | Злато | Сребро | Бронза | Укупно |
| -- | -------------------- | ----- | ------ | ------ | ------ |
| 1. | Немачка              | 2     | 0      | 0      | 2      |
| 2. | Француска            | 1     | 1      | 0      | 2      |
| 3. | Уједињено Краљевство | 0     | 2      | 0      | 2      |
| 4. | Шведска              | 0     | 0      | 3      | 3      |
|    | Укупно {4}           | 3     | 3      | 3      | 9      |

|    | Атлетичар            | Земља   | Злато | Сребро | Бронза | Укупно |
| -- | -------------------- | ------- | ----- | ------ | ------ | ------ |
| 1. | Бертил вон Вахенфелд | Шведска | 0     | 0      | 2      | 2      |